# Platycnemididae
Platycnemididae je familija vodenih devica.
Imaju široke i pljosnate perolike tibije svetle boje, vrlo široku glavu (3x šira nego duža) sa svetlom prugom duž čela od oka do oka. Kvadrilateralne ćelije na krilima su pravougaone.

## Rodovi
Opisano je oko 42 roda.
Rodovi uključuju:

## Galerija
- Platycnemis pennipes, košuljica
- ovipozicija
- ovipozicija
- , ženka
- Platycnemis pennipes, juvenilna ženka
- Platycnemis pennipes, mužjak
- Platycnemis pennipes, ženka sa parazitima
- , ženka

## Spoljašnje veze
- Архивирано на веб-сајту  (30. децембар 2018)